# Emmanuel Ekpo
Emmanuel Ekpo (* 20. Dezember 1987 in Ekori) ist ein ehemaliger nigerianischer Fußballspieler und Nationalspieler für Nigeria auf der Position Zentrales Mittelfeld.
An den Olympischen Spielen 2008 in Peking nahm er mit der Olympiaauswahl von Nigeria teil und gewann die Silbermedaille im olympischen Fußballturnier.

## Karriere

### Vereinsmannschaften
Ekpo begann seine Ausbildung als Fußballspieler in der Jugendakademie der Calabar Rovers und setzte seine Ausbildung anschließend bei Akwa United in der nigerianischen Premier League fort. Am 1. Juli 2007 wechselte er zu Enyimba FC und für die neue Saison 2007/08 unterzeichnete Ekpo in der MLS bei Columbus Crew einen Profivertrag und wurde in 17 Ligaspielen eingesetzt, bei denen er zwei Tore schoss. In dieser ersten Saison als Profispieler wurde er auf Anhieb Meister der MLS und mit dem Supporters Shield geehrt. Für Columbus Crew spielte er bis zum Ender der Saison 2011/12 und absolvierte insgesamt 108 Ligaspiele mit fünf Torerfolgen.
Im Februar 2012 unterzeichnete Ekpo bei Molde FK einen neuen Zweijahresvertrag und wurde bis zum Ende der Hinrunde in der Saison 2014 bei 40 Ligaspielen ohne Torerfolg eingesetzt. Zur Rückrunde der Saison 2014 wechselte er zum Ligakonkurrenten FK Haugesund und kam dort auf zwei Ligaspiele mit einem erzielten Tor. Zur Saison 2016/17 wechselte er zu Eastern Suburbs AFC nach Neuseeland und wurde in vier Spielen eingesetzt.

### Internationale Vereinsspiele
Emmanuel Ekpo nahm mit Columbus Crew in der Saison 2009/2010 an der CONCACAF Champions League teil und wurde bei allen acht Spielen eingesetzt. Die Gruppenphase in der Gruppe C schloss er mit seiner Mannschaft auf dem 2. Platz ab. Es wurde das Viertelfinale gegen Deportivo Toluca aus Mexiko erreicht. Im Hinspiel wurde beim Heimspiel am 10. März 2010 ein 2:2-Unentschieden und im Rückspiel in Toluca am 18. März 2010 eine 2:3-Auswärtsniederlage erreicht und man schied aus.
Eine weitere Teilnahme an der CONCACAF Champions League wurde in der Saison 2010/11 erreicht und Ekpo kam auf sechs Spiele mit einem Tor und einer Torvorlage. Die Gruppenphase in der Gruppe B schloss er mit seiner Mannschaft auf dem 2. Platz ab. Es wurde das Viertelfinale gegen Real Salt Lake City den USA erreicht. Im Hinspiel wurde beim Heimspiel am 23. Februar 2011 ein 0:0-Unentschieden und im Rückspiel im America First Field in Salt Lake City am 2. März 2011 eine 1:4-Auswärtsniederlage erreicht und man schied aus.
Mit Molde FK nahm Ekpo in der Saison 2012/13 an der UEFA Europa League 2012/13 teil und konnte sich in den Play-off-Spielen gegen den SC Heerenveen mit einem 2:0-Sieg im Hinspiel und einem 2:1-Sieg im Rückspiel für die Gruppenphase qualifizieren. Dort wurde Molde FK in die Gruppe E gelost aus der man nach sechs Spielen als Gruppenletzter ausschied. Ekpo wurde in zwei Spielen eingesetzt ohne einen Torerfolg eingesetzt.
In der folgenden Saison 2013/14 nahm er mit Molde FK an der 2. Qualifikationsrunde der UEFA Champions League gegen die Sligo Rovers aus Irland teil. Im Hinspiel am 17. Juli 2013 wurde ein 1:0-Auswärtssieg und im Rückspiel am 23. Juli 2013 ein 2:0-Heimsieg gefeiert. Somit wurde die 3. Qualifikationsrunde der UEFA Champions League gegen Legia Warschau erreicht. Im Hinspiel am 31. Juli 2013 wurde im Heimspiel ein 1:1-Unentschieden und im Rückspiel in Warschau am 7. August 2013 ein 0:0 erreicht. Aufgrund der Auswärtstorregel schied Ekpo mit Molde FK aus dem Champions League Wettbewerb aus, konnte aber in der UEFA Europa League an den Play-off-Spielen teilnehmen. Hier wurde Rubin Kasan als Gegner ausgelost. Molde FK verlor das Hinspiel am 22. August 2013 in Molde mit 0:2 und das Rückspiel in der Ak Bars Arena in Kasan mit 0:3, womit man eindeutig ausschied.
Eine weitere Qualifikation an der UEFA Europa League wurde in der Saison 2014/15 versucht. Ekpo spielte mit seinem neuen Verein FK Haugesund in der 1. Qualifikationsrunde gegen Airbus UK aus Wales. Im Hinspiel am 3. Juli 2014 wurde auswärts ein 1:1-Unentschieden und im Rückspiel am 10. Juli 2014 ein 2:0-Heimsieg erreicht. Für die 2. Qualifikationsrunde wurde der FK Sarajevo aus Bosnien und Herzegowina ausgelost. Im Hinspiel am 17. Juli 2014 wurde ein 1:0-Auswärtssieg und im Rückspiel am 24. Juli 2014 eine 1:3-Heimniederlage erreicht und man schied aus dem Wettbewerb aus.

### Nationalmannschaft
Ekpo stand im nigerianischen Olympiaaufgebot für das olympische Fußballturnier 2008 in China und gewann mit diesem nach sechs Spieleinsätzen die Silbermedaille. Im Finale wurde Ekpo in der 70. Spielminute für den Kapitän der nigerianischen Mannschaft Isaac Promise eingewechselt, aber er konnte die 0:1-Niederlage durch den Treffer von Ángel Di María nicht verhindern.

### Erfolge
In der Saison 2007/08 wurde Ekpo mit Columbus Crew Meister der Major League Soccer in den USA. Weitere Meisterschaften gewann er mit Molde FK in Norwegen als norwegischer Meister in der Saison 2012 und der Saison 2014. In Norwegen wurde er zudem mit Molde FK zweimal norwegischer Pokalsieger in der Saison 2013 und der Saison 2014. Somit ist er in der Saison 2014 Doublegewinner in Norwegen.